# فرقة العدالة (فلم)
فرقة العدالة (بالإنجليزية: Justice League) هو فيلم أمريكي عام 2017 فيلم خارق يستند إلى دي سي كومكس فريق الأبطال الخارقين الذي يحمل نفس الاسم. إنها الدفعة الخامسة في عالم دي سي السينمائي ومتابعة لـ باتمان ضد سوبرمان: فجر العدالة، وأخرجه زاك سنايدر وكتبه كريس تيريو وجوس ويدون الذي عمل كمخرج مشارك استنادًا إلى قصة تيريو وسنايدر. يضم فريق التمثيل الذي يتضمن بن أفليك، هنري كافيل، غال جادوت، عزرا ميلر، جيسون موموا، راي فيشر، إيمي آدمز، جيريمي آيرونز، ديان لين، كوني نيلسن، جي كي سيمونز وكيران هايندز. في الفيلم يجند باتمان والمرأة الخارقة، البرق، أكوا مان وسايبورغ بعد وفاة سوبرمان لإنقاذ العالم من التهديد الكارثي لـ ستيبنوولف وجيشه من بارادمون.
بدأت شركة وارنر برذرز في تطوير فيلم حركة حي فرقة العدالة في عام 2007. واستغل الاستوديو ميشيل وكيران مولروني لكتابة سيناريو أصبح يُعرف باسم «فرقة العدالة: بشري». وقع جورج ميلر ليخرج في وقت لاحق من ذلك العام مع إجراء عملية التمثيل بعد فترة وجيزة. سارعت شركة Warner Bros. إلى عرض الفيلم في صيف 2009 ولكن توقف الإنتاج بسبب إضراب نقابة الكتاب الأمريكية 2007-08. تم إلغاء المشروع بعد التأخير في الإنتاج والمخاوف المتعلقة بالميزانية على الرغم من أن الأدوار الرئيسية قد ألقيت بالفعل. سيعود فيلم فرقة العدالة إلى التطوير كجزء من قائمة أفلام DC القادمة من وارنر برذرز في أكتوبر 2014، مع سيندر على متن الطائرة لتوجيهها و Terrio مرفق لكتابة السيناريو. كان عنوان الفيلم في البداية «فرقة العدالة الجزء الأول»، مع فيلم ثانٍ (تحت اسم «فرقة العدالة الجزء الثاني») من المقرر أن يتبعه في عام 2019. ومع ذلك، تم تأجيل الجزء الثاني إلى أجل غير مسمى لاستيعاب إنتاج فيلم باتمان مستقل من بطولة أفليك. التصوير الرئيسي جرت من أبريل إلى أكتوبر 2016. بعد تنحي سنايدر عن الفيلم بعد وفاة ابنته، تم التعاقد مع ويدون للإشراف على ما تبقى من مرحلة ما بعد الإنتاج، بما في ذلك كتابة وإخراج مشاهد إضافية. بميزانية إنتاج تقديرية تبلغ 300 مليون دولار، يعد فيلم «فرقة العدالة» واحدًا من أغلى الأفلام على الإطلاق.
تم عرض «فرقة العدالة» لأول مرة في بكين في 26 أكتوبر 2017، وتم إصداره في الولايات المتحدة في 4DX و RealD 3D وآيماكس في 17 نوفمبر، 2017. حقق الفيلم أكثر من 657 مليون دولار في جميع أنحاء العالم مقابل نقطة نقطة التعادل تبلغ 750 مليون دولار، ليصبح قنبلة شباك التذاكر ويخسر صور وارنر براذرز ما يقدر 60 مليون دولار. تلقى الفيلم آراء متباينة من النقاد، الذين أشادوا بتسلسل الحركة والعروض (خاصةً من Gadot و Miller) لكنهم انتقدوا الحبكة والكتابة والنتيجة والخطوة والشرير والصور الناتجة عن الكمبيوتر. قوبلت لهجتها أيضًا باستقبال مستقطب، حيث قدر البعض النغمة الأخف مقارنة بأفلام DCEU السابقة والبعض الآخر وجدها غير متناسقة. في أعقاب صدوره، بدأ المعجبون في الضغط من أجل إصدار النسخة الأصلية من فيلم سنايدر. وفي مايو 2020، أعلن سنايدر أن قصته ستصدر على HBO Max كـ "زاك سنايدر جاستس ليج  في عام 2021.

## القصة
منذ آلاف السنين، حاول ستيبنوولف وجحافله من بارادمون الاستيلاء على الأرض باستخدام الطاقات المشتركة لـ صناديق الأم. تم إحباط المحاولة من قبل تحالف موحد يضم الآلهة الأولمبية، الأمازون، الأطلنطيين، البشرية، وكائنات خارج كوكب الأرض. بعد صد جيش ستيبنوولف، تم فصل الصناديق الأم وإخفائها في مواقع مختلفة. في الوقت الحاضر، لا تزال البشرية في حداد بعد عامين من وفاة سوبرمان، مما أدى إلى إعادة تنشيط صندوق الأم وعودة ستيبنوولف إلى الأرض. يهدف ستيبنوولف إلى استعادة سمعته مع سيده دارك سايد من خلال جمع الصناديق لتشكيل «الوحدة»، والتي ستدمر بيئة الأرض وتعديلها على صورة عالم عالم المنزل ستيبنوولف.
يستعيد ستيبنوولف صندوق الأم من ثيميسيرا، مما دفع الملكة هيبوليتا لتحذير ابنتها ديانا من عودة ستيبنوولف. تنضم ديانا إلى بروس واين في محاولة لتوحيد ما وراء البشر لقضيتهم: يلاحق واين آرثر كاري وباري ألين، بينما تحدد ديانا موقع فيكتور ستون. فشل واين في إقناع كاري لكنه وجد ألن متحمسًا للانضمام إلى الفريق. على الرغم من فشل ديانا في إقناع ستون بالانضمام، إلا أنه يوافق على مساعدتهم في تحديد موقع التهديد. انضم ستون لاحقًا بعد والده سيلاس والعديد من مختبرات البحوث العلمية والتكنولوجية المتقدمة. يتم اختطاف موظفي المعامل من قبل ستيبنوولف الذي يسعى للحصول على صندوق الأم المحمي من قبل البشرية.
يهاجم ستيبنوولف موقعًا أطلنطيًا لاستعادة صندوق الأم التالي، مما يجبر كاري على العمل. يتلقى الفريق معلومات من المفوض جيمس جوردون ليقودهم إلى جيش ستيبنوولف، الموجود في منشأة مهجورة تحت ميناء جوثام. على الرغم من أن المجموعة تمكنت من إنقاذ الموظفين المختطفين إلا أن المنشأة تغمرها المياه أثناء القتال، مما يحبس الفريق حتى يساعد كاري في تأخير الفيضان حتى يتمكنوا من الهروب. يسترجع ستون آخر صندوق الأم الذي كان قد أخفيه ليقوم المجموعة بتحليله. يكشف ستون أن والده استخدم صندوق الأم لإعادة بناء جسم ستون بعد حادث كاد أن يكلفه حياته. قرر واين استخدام صندوق الأم لإحياء سوبرمان، ليس فقط لمساعدتهم على محاربة غزو ستيبنوولف ولكن أيضًا لإعادة الأمل للبشرية. ديانا وكاري مترددان بشأن الفكرة، لكن واين يشكل خطة طوارئ سرية في حالة عودة سوبرمان باعتباره عدائيًا.
يُستخرج جسد كلارك كينت ويوضع في السائل الأمنيوسي في حجرة تكوين السفينة الكشفية كريبتونيان بجانب صندوق الأم، والذي ينشط بدوره بعد أن يستخدم فلاش قوته لشحنه وإحياء سوبرمان بنجاح. ومع ذلك، لم تعد ذكريات سوبرمان، ويهاجم المجموعة بعد أن أطلق ستون قذيفة عليه بطريق الخطأ. على وشك أن يقتل من قبل سوبرمان، باتمان يسن خطته للطوارئ: لويس لين. يهدأ سوبرمان ويغادر مع لين إلى منزل عائلته في سمولفيل، حيث يتأمل، وتعود ذكرياته ببطء. في هذه الاضطرابات، تُرك آخر صندوق الأم بدون حراسة مما يسمح لـ ستيبنوولف باستعادته بسهولة. بدون سوبرمان لمساعدتهم، يسافر الأبطال الخمسة إلى قرية في روسيا حيث يهدف ستيبنوولف إلى توحيد صناديق الأم مرة أخرى لإعادة تشكيل الأرض. يشق الفريق طريقهم عبر بارادمون للوصول إلى ستيبنوولف، على الرغم من أنهم غير قادرين على تشتيت انتباهه بما يكفي لفصل حصاة بين الصناديق الأم. يصل سوبرمان ويساعد ألين في إخلاء المدينة، وكذلك ستون، في فصل الصناديق الأم. يهزم الفريق ستيبنوولف، الذي تغلب عليه الخوف وتعرض لهجوم من قبل بارادمون قبل أن ينتقلوا جميعًا بعيدًا.
بعد المعركة، وافق بروس وديانا على إنشاء قاعدة عمليات للفريق، مع مساحة لمزيد من الأعضاء. مع تشكيل الفريق الآن، تتراجع ديانا إلى دائرة الضوء العامة باعتبارها بطلة؛ حصل باري على وظيفة في قسم شرطة المدينة المركزية، مما أثار إعجاب والده؛ يواصل فيكتور استكشاف قدراته وتعزيزها مع والده في لعبة S. مختبرات يحتضن آرثر تراثه الأطلنطي ويواصل حماية الناس في البحار، ويستأنف سوبرمان حياته كمراسل كلارك كينت وكحامي للأرض بينما يستعيد بروس منزله من البنك. في مشهد منتصف الاعتمادات، يكون لدى سوبرمان وباري سباق ودي لمعرفة أيهما أسرع. في مشهد ما بعد الاعتمادات، هرب ليكس لوثر من أكرهام أسلي ثم قام بتجنيد ديثستروك لتشكيل الدوري الخاص بهم.

## طاقم العمل
- بن أفليك: (باتمان) هو شخص اجتماعي ثري وصاحب شركة مشاريع واين. يكرس نفسه لحماية مدينة جوثام من عالم الجريمة الإجرامي بصفته حارسًا مقنعًا ومدربًا على أعلى مستوى ومجهز بأدوات وأسلحة مختلفة. أشار أفليك إلى أن الفيلم منحه فرصة لإعادة اختراع باتمان وتصوير شخصية أكثر كلاسيكية. ووصف أنه في الفيلم، سيرى الجمهور باتمان على أنه أكثر بطولية وقائد. يقول أفليك: "باتمان بطبيعته، في حين ليس بالضرورة معاديًا للمجتمع، وخاصًا جدًا، ووحيدًا إلى حد ما". "وبعد ذلك، في هذا الفيلم، دفع إلى دور الاضطرار ليس فقط للعمل مع الناس، ولكن أيضًا جمعهم وإقناعهم بالمجيء ومحاولة ... بطريقة ما مع المرأة الخارقة جمع كل هذا الجهد المجتمعي معًا. كان ذلك أمر مثير للاهتمام حقًا أن ألعبه بالنسبة لي، وهو أيضًا يأخذنا إلى دور أكثر تقليدية لباتمان في كاريكاتير فرقة العدالة، ودوره مع فرقة العدالة مقابل الإصدار الأقل نموذجيًا الذي رأيناه في باتمان ضد سوبرمان، حيث أعمى الغضب وأراد مواجهة سوبرمان.[3][4]
- هنري كافيل: (سوبرمان) عضو ومصدر إلهام لـ فرقة العدالة. هو أحد الناجين من الكريبتون، وصحفي في ديلي بلانيت ومقرها متروبوليس. في فرقة العدالة، تم تصوير سوبرمان على أنه أكثر تفاؤلاً وأملًا. تم استبعاد الشخصية عمدًا من جميع مواد تسويقفرقة العدالة للتأكيد على وفاته كما تم تصويرها في باتمان ضد سوبرمان: فجر العدالة.[5]
- إيمي آدمز: (لويس لين)
- غال غادوت: (المرأة المعجزة)
- عزرا ميلر: (فلاش)
- جايسون موموا: (أكوامان)
- ري فيشر: (سايبورغ)
- جيرمي أيرونز: (ألفريد بيني وورث)
- دايان لاين: (مارثا كينت)
- كوني نيلسن: (الملكة هيبوليتا)
- جي كي سيمونز: (جيمس غوردون)
- كيران هايندز: (ستيبن وولف)
- جو مورتون: (سيلاس ستون)

## وصلات خارجية
- مقالات تستعمل روابط فنية بلا صلة مع ويكي بيانات